# Magredi di Firmano
Magredi di Firmano este o arie protejată (arie specială de conservare — SAC, sit de importanță comunitară — SCI) din Italia întinsă pe o suprafață de 57 ha, integral pe uscat.

## Localizare
Centrul sitului Magredi di Firmano este situat la coordonatele 46°04′31″N 13°24′31″E / 46.0753°N 13.4086°E.

## Înființare
Situl Magredi di Firmano a fost declarat sit de importanță comunitară în septembrie 1995 pentru a proteja 19 specii de animale. Situl a fost protejat și ca arie specială de conservare în octombrie 2013.

## Biodiversitate
Situată în ecoregiunea continentală, aria protejată conține 3 habitate naturale: Fânețe de joasă altitudine (Alopecurus pratensis, Sanguisorba officinalis), Păduri ilirice de stejar și carpen (Erythronio-Carpinion), Pajiști uscate din regiunea submediteraneeană estică (Scorzoneratalia villosae).
La baza desemnării sitului se află mai multe specii protejate:
- păsări (9): egretă mare (Ardea alba), ciuf de câmp (Asio flammeus), erete vânăt (Circus cyaneus), erete cenușiu (Circus pygargus), prepeliță (Coturnix coturnix), egretă mică (Egretta garzetta), presură sură (Emberiza calandra), sfrâncioc roșiatic (Lanius collurio), sfrânciocul cu frunte neagră (Lanius minor)
- amfibieni (3): izvoraș-cu-burta-galbenă (Bombina variegata), Rana latastei, Triturus carnifex
- mamifere (1): liliac cârn (Barbastella barbastellus)
- pești (6): Barbus plebejus, Cobitis bilineata, zglăvoacă (Cottus gobio), Protochondrostoma genei, Salmo marmoratus, Telestes muticellus

Pe lângă speciile protejate, pe teritoriul sitului au mai fost identificate 11 specii de plante, 4 specii de amfibieni, 3 specii de mamifere, 1 specie de nevertebrate, 3 specii de pești, 5 specii de reptile.